# Kingsville, Texas
Kingsville là một thành phố thuộc quận Kleberg, tiểu bang Texas, Hoa Kỳ. Năm 2010, dân số của xã này là 26213 người.

## Dân số
- Dân số năm 2000: 25575 người.
- Dân số năm 2010: 26213 người.